# C’Mon Now
A C'Mon Now című kislemez a svéd származású Leila K második kislemeze a Manic Panic című albumról. A dal nem volt túl sikeres, azonban néhány slágerlistára felkerült. Többek között a finn kislemezlistára, ahol 3. helyezett lett, míg a svéd listán csupán a 21. helyig jutott.
A dalhoz Amadin készített remixet.

## Megjelenések
CD Maxi  Mega  MRCXCD 2791 

 Motor 576 949-2
1. C'Mon Now (Radio Mix) - 3:01
2. C'Mon Now (Extended Mix)- 4:45
3. C'Mon Now (Amadin Remix)- 5:06

## Külső hivatkozások
- Videóklip[4]
- A dal az Allmusic honlapján[5]
- A dal szövege[6]